# アイシュワリヤー・ラジニカーント
アイシュワリヤー・ラジニカーント（Aishwarya Rajinikanth、1982年1月1日 - ）は、インドの映画監督、プレイバックシンガー。タミル語映画のスター俳優ラジニカーントの長女であり、ダヌシュ主演の『3』で監督デビューした。

## 人物
ラジニカーントとラター・ラジニカーントの娘として生まれる。妹サウンダリヤー・ラジニカーントも映画製作者としてタミル語映画で活動している。2004年にダヌシュと結婚し、2006年と2010年に2人の息子を生んでいる。2022年1月17日にダヌシュと別居したことを発表した。その後、2024年4月に離婚協議に入り、同年11月に離婚が成立した。
スター・ヴィジャイのダンス番組「Jodi Number One」第3シーズンの審査員をサンギータ・クリシュ、ジーヴァーと共に務めた。2003年にJ・D＝ジェリーの『Whistle』でプレイバックシンガーとしてデビューし、2010年にはセルヴァラーガヴァンの『Aayirathil Oruvan』で助監督を務めた。
2011年8月、アイシュワリヤーはダヌシュとシュルティ・ハーサンを主演に起用した『3』の製作を発表した。彼女の従弟アニルド・ラヴィチャンダルが作曲した「Why This Kolaveri Di」が人気を集め、映画は公開前から観客の期待を集めた。2015年7月には「テン・エンターテインメント」の名前でYouTubeチャンネルを開設することを発表した。2016年8月に自伝『Standing on An Apple Box: The Story of A Girl Among the Stars』を出版し、同月中にUNウィメンの親善大使に任命された。

## フィルモグラフィ
製作
- 3（2012年） - 監督、プロデューサー、脚本
- Vai Raja Vai（2015年） - 監督、脚本
- Cinema Veeran（2017年） - 監督、脚本
- Lal Salaam（2024年） - 監督、脚本

歌手
- Whistle「Natpae Natpae」（2003年）
- Aayirathil Oruvan「Un Mela Aasadhan」（2010年）